# آر. كيري رووي
آر. كيري رووي هو مهندس مدني كندي، ولد في 13 سبتمبر 1951.